# Combattimento fra giganti: Dinosauri 3D
Combattimento fra giganti: Dinosauri 3D è un videogioco distribuito dalla Ubisoft per la console Nintendo 3DS nel 2011.

## Modalità di gioco
Il gioco permette di creare il proprio dinosauro dovo averlo scelto tra tutti i 4 tipi diversi. Nelle battaglie, si sale di livello in modo da affrontare il boss finale. Per affrontarlo, il giocatore deve usare un dinosauro per ognuno dei 4 tipi.

## Accoglienza
| Testata                         | Giudizio |
| ------------------------------- | -------- |
| Metacritic (media al 27-6-2021) | 44/100   |
| Everyeye.it                     | 4/10     |
| GamesRadar+                     | 1/5      |
| GameSpot                        | 4,5/10   |
| IGN                             | 5,5/10   |
| Multiplayer.it                  | 4/10     |
| Nintendo Life                   | 4/10     |
| Pocket Gamer                    | 2,5/5    |

Il gioco ha ricevuto recensioni molto negative e valutazioni estremamente basse da parte della critica specializzata e dei revisori.
Everyeye.it ha definito il gioco "giurassico", lodando il comparto tecnico del gioco, la sua grafica e i suoi "ambienti ispirati", affermando che i dinosauri protagonisti sono "realistici e resi bene sullo schermo del 3DS", ma ne ha criticato "gli scontri noiosi e ripetitivi, la tediosità e la scarsa inventiva del gioco, il quale verrà ricordato come uno dei titoli meno riusciti per Nintendo 3DS". GamesRadar+ ha affermato che Combattimento fra giganti: Dinosauri 3D "continua la tradizione di non mirare nemmeno alla mediocrità e ciò lo rende il peggior gioco nella scaletta di lancio del 3DS e probabilmente uno dei peggiori giochi che le console portatili vedranno mai", sostenendo che "nonostante i suoi pochi elementi buoni di natura estetica, il gioco è uguale in tutto, troppo facile e poco emozionante" e aggiungendo infine che "non vale il suo prezzo e non è da consigliarsi a nessuno". Secondo GameSpot il gioco "è un noioso susseguirsi di combattimenti monotoni e non impegnativi, collegati da brevi corse lungo paesaggi accattivanti e imbottito di materiale riciclato", affermando che "questo arrancare di lotte ripetitive non rende giustizia al concetto di picchiaduro con dinosauri". IGN ha trovato il gioco mediocre, affermando che "nonostante il concetto di base geniale, il gioco presenta dei combattimenti superficiali e rozzi e un gameplay poco vario", lamentando inoltre l'assenza di un sistema multigiocatore, ma apprezzando "il pulito senso di profondità offerto dal sistema 3D".
Multiplayer.it ha giudicato Combattimento fra giganti: Dinosauri 3D come "un titolo progettato in fretta e furia che non sfrutta neanche le funzionalità più basilari della 3DS, dato che perfino il touch screen è totalmente inutile, con l'effetto tridimensionale che si riduce a un mero orpello visivo che non influisce minimamente sul gameplay", criticandone la sua brevità, monotonia, assenza di multigiocatore e gameplay essenziale e troppo semplice, ma lodandone "il sistema 3D che sa regalare inquadrature sorprendenti" e "un simpatico concetto di base". Nintendo Life ha trovato che il gioco "non riesce a offrire molto oltre alla sua struttura davvero semplice e alle meccaniche di combattimento, entrambe le quali invecchiano anche un po' presto" e che "soltanto i bambini possono provare un brivido iniziale vedendo dei dinosauri scontrarsi in 3D". Secondo Pocket Gamer il gioco "ha le basi per essere eccitante, ma riesce solo ad offrire dell'azione semplicistica, noiosa e monotona, cercando di avvalersi di un'ottima premessa ma rimanendo ripetitivo e lineare".